# Varsányi Anikó
Varsányi Anikó (Budapest, 1949. február 14. – Budapest, 2022. június 13.) magyar rendező, egyetemi tanár.

## Életpályája
1963–1967 között az ELTE Trefort Ágoston Gyakorlóiskola tanulója volt. 1967–1969 között a Budapesti Műszaki és Gazdaságtudományi Egyetem Villamosmérnöki kar Műszer- és méréstechnika szakán tanult. 1967–1971 között a Budapesti Műszaki és Gazdaságtudományi Egyetem SZKÉNÉ színházában színész és versmondó volt. 1969–1972 között az ELTE Természettudományi Kar alkalmazott matematika szakán tanult; 1973-ban alkalmazott matematikus lett. 1971–1976 között a Színház- és Filmművészeti Főiskola színházrendező szakán tanult, ahol Major Tamás oktatta. 
1974–1976 között a Nemzeti Színház segédrendezője és színésze volt. 1976–1977 között az Állami Déryné Színház rendezőjeként dolgozott. 1977–1979 között a Népszínházban rendezett. 1979–2010 között a Magyar Rádió rendezője, 1994–2002 között főrendezője volt. 1994-től a Színház- és Filmművészeti Főiskola óraadó tanára volt. 
1997–2000 között a Színház- és Filmművészeti Egyetemen DLA képesítést szerzett. 1999–2004 között a 13-as Stúdió amatőr színjátszó együttes művészeti vezetője és rendezője volt. 2010-ben nyugdíjba vonult.

### Munkássága
Több mint 500 hangjátékot, regény- és novellaadaptációt, irodalmi magazin és versműsort rendezett. Olyan szerzők műveit rendezte meg, mint például: Ottlik Géza, Pilinszky János, Weöres Sándor, Szomory Dezső, Kosztolányi Dezső, Pap Károly, Móra Ferenc, Zalán Tibor, Tandori Dezső, Horváth Péter, Schwajda György, Szakonyi Károly, Spiró György, Békés Pál, Tar Sándor, Mészöly Miklós, Örkény István, Szabó Magda, Béres Attila, Bárdos Pál, Visky András, Rakovszky Zsuzsa és Hamvai Kornél.

## Színházi munkái
A Színházi Adattárban regisztrált bemutatóinak száma: színészként: 6; rendezőként: 9.

### Színészként
- Offenbach: Szép Heléna....Juno
- Miller: A salemi boszorkányok....Ann Putnam
- Gorkij: Jegor Bulicsov és a többiek....Taiszja
- Szentes Reginald: András kovács királysága....
- Horváth Péter: Európa elrablása....

### Rendezőként
- Molière: A férjek iskolája (1974)
- Gogol: Háztűznéző (1976)
- Tordon Ákos Miklós: Skatulyácska királykisasszony (1977)
- Zelk Zoltán: Az ezernevű lány (1977)
- Molnár Ferenc: A Pál utcai fiúk (1998)
- Szabó Magda: Sziluett (2000)
- Kosztolányi Dezsőné: Burokban születtem (2005)

## Rádiójátékai
- Szamoljov: A kiselefánt kalandjai (1981)
- Kulmova: Peti egyedül marad (1981)
- Martinheimo: Ville Valdemar és Az Utolsó Apacs (1981)
- Laczkó Géza: Noémi fia (1982, 1996)
- Laczkó Géza: Királyhágó (1982, 1996)
- Marsall László: A jokojoki meg a sötétség (1982)
- Mikszáth Kálmán: Galamb a kalitkában (1984)
- Bencsik András: Szépilona – kocsiszín (1984)
- Babits Mihály: A gólyakalifa (1984)
- Hrabal: Túlságosan zajos magány (1987)
- Páskándi Géza: Az új tasmán szótár (1989)
- Szekér András: Szeretlek (1991, 1996)
- Kolin Péter: A békakirály (1992)
- Hamon: Alfons Kauders élete és műve (1992)
- Pap-Bárdos: Szent színpad (1992)
- Kafka: Az éhezőművész (1992)
- Raszputyin: Nem bí-í-rom! (1992)
- Updike: Mind a vízig szárazon (1992)
- Esterházy-Lakatos-Lengyel-Mándy-Réz: Az "Iskola a határon" legendája (1992)
- Ottlik Géza: Iskola a határon (1992)
- Mészöly Miklós: Karácsony (1996)
- Bárdos Pál: A kísértetház (1996)
- Turczi István: Bűnbeesés (1996)
- Tóth Gábor Ákos: Az ismeretlen velencei (1996)
- Kovács Zoltán Vilmos: Érettségi vizsga (1996)
- Tar Sándor: Egy régi hangra várva (1997)
- Weöres Sándor: A kétfejű fenevad (1997)
- Spiró György: Szappanopera (1998)
- Benedek István Gábor: Ez lett a vesztünk – Jelenetek egy kémfőnök életéből (1999)
- Hamvai Kornél: Márton partjelző fázik (2001, 2003)
- Bodor Béla: Bigamanó szerelmei (2003)

## Filmjei
- Az ezernevű lány (1979)